# Daniel Abenzoar-Foulé
Daniel Abenzoar-Foulé (ur. 4 września 1981) – luksemburski lekkoatleta, sprinter.

## Kariera

### Mistrzostwa Luksemburga
Dwukrotny mistrz kraju z 2005 roku, kiedy wygrał na 100 m z czasem 10,79 s i 200 m z czasem 21,34 s. 

### Igrzyska małych państw Europy
Jest siedmiokrotnym medalistą igrzysk małych państw Europy. W 2003 wywalczył dwa srebrne medale: na 200 m z czasem 21,15 s i w sztafecie 4 × 400 m. W 2005 roku został złotym medalistą na 100 m z czasem 10,42 s i 200 m z czasem 21,38 s oraz srebrnym w sztafecie 4 × 100 m. W 2007 zdobył złoto na 200 m z czasem 21,42 s i brąz na 100 m z czasem 10,71 s.

### Rekordy Luksemburga
Rekordzista kraju na 100 m (czas 10,41 s uzyskany w Nancy 21 lipca 2006 oraz członek rekordowej sztafety 4 × 400 m, która 7 czerwca 2003 w maltańskiej Marsie uzyskała czas 3:15,53 s, a także halowy rekordzista Luksemburga na 60 i 200 m.